# Csemegekukorica
| Energia 86 kcal 360 kJ |       |
| Szénhidrátok | 19 g  |
| - Cukrok 3.2 g |       |
| - Étkezési rostok 2.7 g |       |
| Zsír | 1.2 g |
| Fehérje | 3.2 g |
| A-vitamin ekviv. 10 μg | 1%    |
| Tiamin (B1-vitamin) 0.2 mg | 17%   |
| Niacin (B3-vitamin) 1.7 mg | 11%   |
| Folsav (B9-vitamin) 46 μg | 12%   |
| C-vitamin 7 mg | 8%    |
| Vas 0.5 mg | 4%    |
| Magnézium 37 mg | 10%   |
| Kálium 270 mg | 6%    |
| A százalékos értékek az amerikai felnőttek számára javasolt napi mennyiségre (RDA) vonatkoznak. Forrás: USDA tápanyag adatbázis |       |

A csemegekukorica  (Zea mays var. saccharata vagy Zea mays var. rugosa ) a kukorica (Zea mays) emberi fogyasztásra termesztett változata.
A csemegekukoricának jelentős a tápértéke, kitűnő ízanyagai mellett, sok energiát is szolgáltat. 100 g-on ként, 3-4 g fehérjét, 20 g szénhidrátot, 8–12 mg C-vitamint, de vasat, foszfort, karotint, és meszet is tartalmaz.

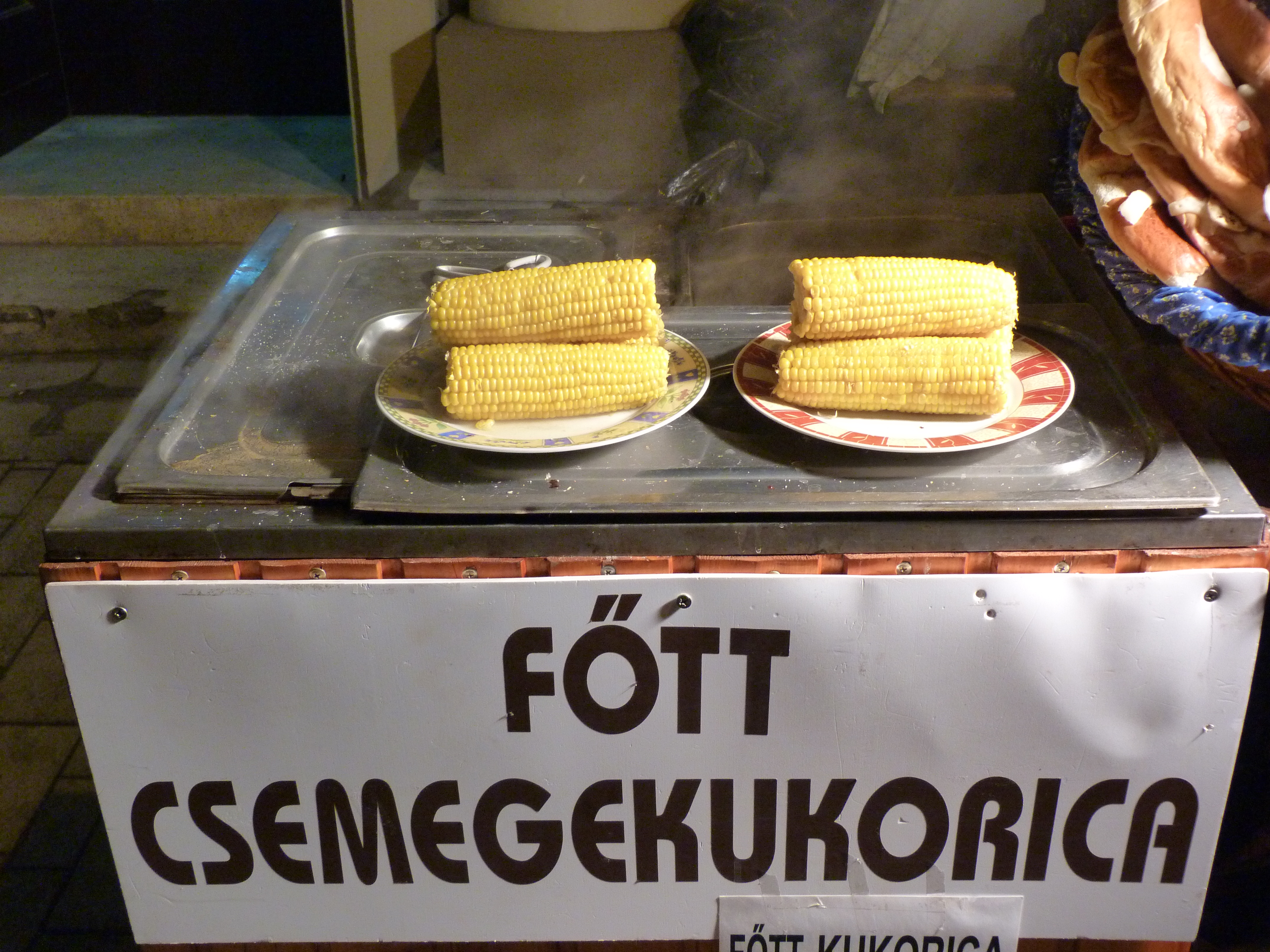
Csemegekukorica a Miskolci Kocsonyafesztiválon - 2015

A csemegekukorica ízét a benne lévő cukortartalom határozza meg, amely zsenge, ún. tejes-érési állapotában a legnagyobb. Érettebb állapotában már kevesebb benne a cukor, keményebb és kevésbé élvezhető.
Felhasználhatjuk főzve köretnek, vagy köretek kiegészítésére, más zöldségekkel együtt savanyúságnak; saláták igen kedvelt kiegészítője, de mélyhűtve tartósíthatjuk is. Üzletekben konzerváltan kapható. Beérett állapotban őrölve, lisztként, vagy daraként a kukoricás ételek alapanyaga.
Csaló árusok a nyári kukoricaszezonban sokszor takarmánykukoricát próbálnak meg eladni a vevőknek, pedig ízben nagy a különbség a két változat között.
A kukoricát az Óvilágba először Kolumbusz Kristóf hozta be 1493-ban. A spanyolok és a portugálok terjesztették el a 16. sz. elejétől Afrikában, Ázsiában, Ausztráliába pedig a hollandok, angolok vitték el a 17–18. században.

## Történet
1493-ban Kolumbusz Kristóf Európába hozott kukoricamagokat, azonban az újdonság nem tudott elterjedni, mivel nem ismerték eléggé a termesztés módját. A csemegekukorica a takarmánykukorica spontán mutációjaként jött létre, és több őslakos amerikai törzs is termesztette. Európában először az irokéz törzsek termesztettek csemegekukoricát, amelyet 1779-ben jegyeztek fel „Papoon” néven, az első európai telepesek számára. Rövidesen népszerű táplálékká vált az Egyesült Államok déli és középső vidékein.
A 19. század során az Egyesült Államokban széles körben elterjedtek a fehér csemegekukorica nyílt beporzású fajtái. Két időtálló fajta is innen származik, amelyek a mai napig elérhetők: a 'Country Gentleman' (egy szabálytalan sorokban kis szemeket tartalmazó Shoepeg kukorica) és a 'Stowell's Evergreen'.
A 20. századi csemegekukorica-termesztést az alábbi kulcsfontosságú fejlesztések befolyásolták:
- A hibridizáció egyenletesebb érési időt, jobb minőséget és nagyobb betegségekkel szembeni ellenállóképességet eredményezett.
- 1933-ban piacra került a 'Golden Cross Bantam', az első sikeres egykeresztes hibrid, amelyet kifejezetten betegségállóságra (Stewart-betegségre) nemesítettek.
- Az édes ízért felelős különböző génmutációk (pl. su, se, sh2) azonosítása lehetővé tette a specifikus tulajdonságok alapján történő fajtanemesítést:
  - su (normál cukros)
  - se (cukrosan javított, eredeti nevén Everlasting Heritage)
  - sh2 (zsugorodott-2).

Jelenleg több száz különböző fajta létezik, és folyamatosan fejlesztenek újakat.

## Anatómia
A csemegekukorica növény termése a kukoricaszem, amely egy caryopsis-nak nevezett gyümölcstípus. A cső a szemek gyűjteménye, amelyeket a csutka tart. Mivel a kukorica egyszikű növény, a szemek sorainak száma mindig páros. A kukoricacsövet szorosan csomagolt levelek, az úgynevezett csuhélevelek borítják. A selyem a termő virágok elnevezése, amelyek a csuhélevelek közül emelkednek ki. A csuhéleveleket és a selymet kézzel távolítják el egy folyamat során, amelyet fosztásnak vagy hántásnak neveznek; ez rendszerint forralás előtt történik, de sütés előtt nem feltétlenül szükséges.

## Fogyasztás
Latin-Amerikában a csemegekukoricát hagyományosan babbal fogyasztják. Bár a kukorica és a bab külön-külön is tartalmazza mind a kilenc esszenciális aminosavat, a gabonák és hüvelyesek együttes fogyasztása a nap során biztosítja ezek megfelelő egyensúlyát. Brazíliában a csőről levágott csemegekukoricát gyakran borsóval együtt eszik, különösen városi étrendben, ahol a gőzölt, konzervált gabonák praktikussága miatt gyakran használják saláták, pörköltek, fűszerezett rizs, rizottók, levesek, tészták és hot dogok kiegészítőjeként. Malajziában a Cameron-felföld egyedi "gyöngykukorica" fajtája elterjedt, amelynek szemcséi fényes fehérek, gyöngyökre emlékeztetnek, és nyersen vagy főzve is fogyaszthatók.
A Fülöp-szigeteken a főtt csemegekukoricaszemeket forrón szolgálják fel, margarin és sajtporkeverékkel, amely olcsó utcai ételként népszerű. Indonéziában a csemegekukoricát hagyományosan ledarálják vagy tejben áztatják, hogy hozzáférhetővé váljon a niacin (B3-vitamin), amelynek hiánya pellagrát okozhat. A "jasuke" (jagung susu keju, azaz kukorica, tej és sajt) nevű snack csemegekukoricát sajttal és sűrített tejjel kombinál. Brazíliában a darált csemegekukorica és tej kombinációja olyan ismert ételek alapja, mint a pamonha és a pudingszerű curau. A csemegekukoricát csövestül fogyasztva általában vajjal kínálják. Európában és Ázsiában a csemegekukoricát gyakran használják pizzafeltétként vagy salátákban. A csöves kukoricát főzve, gőzölve vagy grillezve fogyasztják; a szemeket levágva vagy közvetlenül a csőről eszik meg. A tejszínes kukorica egy tejes vagy tejszínes szószban tálalt csemegekukorica. A csemegekukorica bébikukorica formájában is fogyasztható. Kukoricaleves készíthető víz, vaj és liszt hozzáadásával, sóval és borssal ízesítve. Az Egyesült Államokban a csemegekukoricát gőzölt zöldségként vagy csövestül, általában vajjal és sóval tálalják. A Tex-Mex konyhában a chili, taco és saláták gyakori összetevője. A kukoricát lima babbal kombinálva egyfajta succotash nevű ételt alkot. A csemegekukorica az Egyesült Államok egyik legnépszerűbb zöldsége, különösen a déli és közép-nyugati régiókban. Frissen, konzervként vagy fagyasztott formában kapható, és az egyik legértékesebb zöldségnek számít. Ha a szemeket a növényen hagyják megszáradni, majd olajban kisütik, a szemek körülbelül kétszeresére nőnek, és gyakran „kukoricadió” néven emlegetik őket.